# Dialekt hanacki

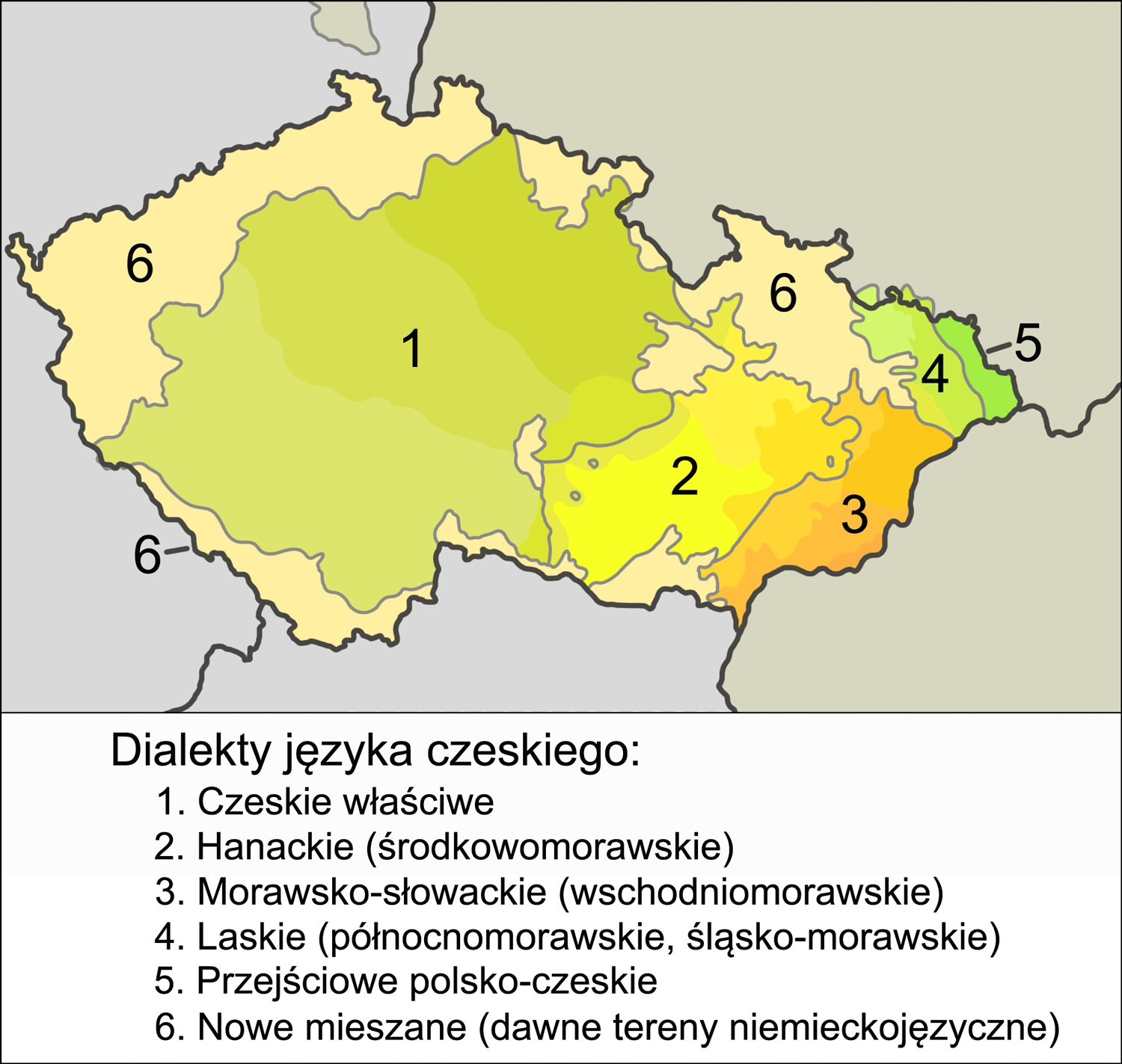
Gwary hanackie na mapie dialektów czeskich

Dialekt hanacki lub dialekt środkowomorawski (cz. nářečí středomoravská, nářečí hanácká, středomoravská nářeční skupina, hanácká nářeční skupina) – jeden z czterech tradycyjnie wyróżnianych dialektów języka czeskiego, używany we wschodniej części czeskiego obszaru językowego, na zachodnich i środkowych Morawach  . Dialekt hanackich dzieli się na cztery mniejsze obszary: gwary południowohanackie, północnohanackie, peryferyjne gwary zachodniohanackie i wschodniohanackie.
Gwary hanackie charakteryzują się zmianami ý > eɪ̯  > é, ú > ou̯ > ó; zwężeniem é > í; częstym występowaniemspółgłosek miękkich ň, ť, ď przed spółgłoskami oraz na końcu wyrazu; udźwiękocznienie w grupie sh; grupa šč na miejscu literackiego šť; udźwięczniającą fonetyka międzywyrazowa; w morfologii charakterystyczne są formy rzeczowników żeńskich w mianowniku i bierniku typu ulica - ulicu; formy czasownika pierwszej osoby liczby pojedynczej w czasie teraźniejszym typu chcu ; trzecia osoba liczby mnogiej czasu teraźniejszego zakończona na -ijó i inne cechy dialektalne  .

## Obszar użycia

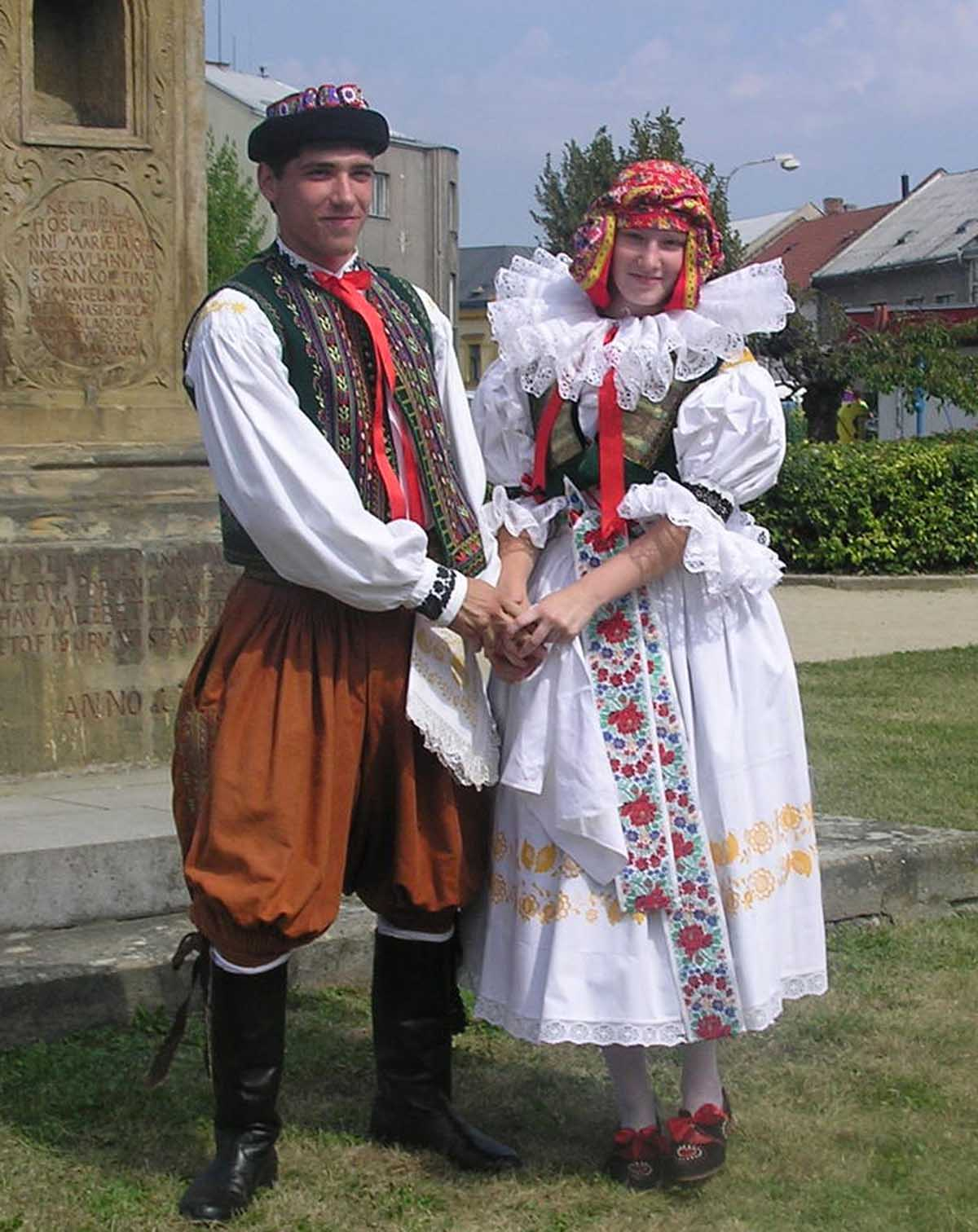
Hanacy, użytkownicy gwar hanackich, ubrani w tradycyjne stroje ludowe

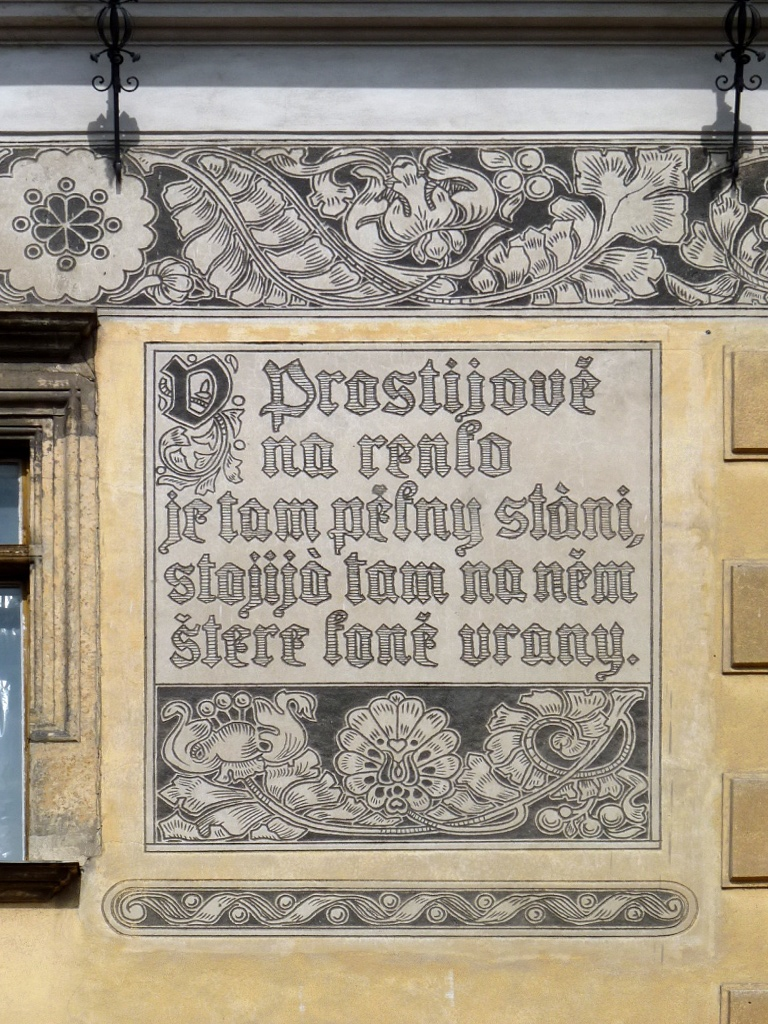
Napis w jednej z gwar hanackich na murze zamku w Prościejowie

Obszar występowania dialektów hanackich obejmuje centralną i zachodnią część Moraw, przede wszystkim terytorium historycznego i etnograficznego regionu Hany z pierwotną ludnością czeską (morawską), z wyłączeniem obszarów zaludnionych po II wojnie światowej. Terytorium to obejmuje większość Kraju południowomorawskiego (z wyłączeniem południowo-wschodnich regionów), większość Kraju ołomunieckiego (z wyłączeniem jego skrajnie północnych regionów) oraz wschodnie regiony regionu Kraju Wysoczyna.
Od zachodu tereny dialektów czeskich sąsiadują z obszarem dialektów hanackich. Na wschodzie i południowym wschodzie dialekty hanackie graniczą z obszarem zachodnich peryferyjnych dialektów wschodniomorawskich (morawsko-słowackich). Od północy i południa do dialektów hanackich przylegają nowo zaludnione tereny (na których przed II wojną światową rozpowszechnione były dialekty języka niemieckiego) z mieszanymi dialektami czeskimi, a od południowego zachodu obszar hanacki graniczy z niemieckojęzyczną Austrią.

## Cechy językowe
Gwary hanackie charakteryzują się następującymi cechami fonetycznymi i morfologicznymi  :

### Fonetyka
- Obecność opozycji iloczasu, łącząca gwary hanackie z czeskimi właściwymi i morawsko-słowackimi, a przeciwstawiająca je gwarom laskim, w którym skróciły się samogłoski długie.
- Monoftongizacja dyftongu eɪ̯ powstałego z *ý i niekiedy *í do é: bét ‘być’, dobré ‘dobry’ itd. W dialektach czeskich właściwych spotykana jest tylko dyftongizacja do ej: bejt, dobrej, na wschodnich Morawach – długie ý: dobrý, a na północnych Morawach – krótkie y: dobry.
- Monoftongizacja dyftongu ou̯ z ú do ó: móka ‘mąka’, nesó ‘niosą’ itp. W dialektach właściwych na tym miejscu jest dyftong ou̯: mou̯ka, nesou̯, na wschodnich Morawach długie ú: nesú, a na północnych u się skróciło: nesu.
- Brak rozróżnienia i - y, jak w języku literackim i we wszystkich dialektach, z wyjątkiem laskiego.
- Zwężenie w wielu gwarach samogłoski é > í, jak w dialektach czeskich właściwych: dobrí mlíko ‘dobre mleko’. W innych dialektach zachowano é.
- Brak rozróżnienia l - ł, jak w języku literackim i dialektach czeskich właściwych.
- Udźwięcznienie w grupie sh, wymawianej zh występuje przede wszystkim we wschodniej części obszaru Moraw Środkowych: na‿zhledanó ‘do widzenia’, tak jak w dialektach morawsko-słowackich i laskich, dialekty czeskie właściwe charakteryzują się wymową ubezdźwięczniającą wymową sh: na‿schledanou̯.

### Morfologia
- Charakterystyczna dla gwar hanackich jest su ‘jestem’ zamiast literackiego jsem i spotykanego w większości gwar języka czeskiego sem[7].
- Podobnie jak gwary laskie i morawsko-słowackie, a w odróżnieniu od gwar właściwie czeskich, zachowane jest rozróżnienie rodzaju męskożywotnego i nieżywotnego w liczbie mnogiej: ťi mlaďi chlapi stáli, ale ti mladi strome / žene / ďefčata stále[8].
- Formy trzeciej osoby liczby mnogiej czasowników typu mluvijó, ďelajó wobec typowych dla gwar czeskich właściwych mluvjej(í), ďelaj(í)[7].